# Recenjak
Recenjak je naselje v Občini Lovrenc na Pohorju.